# Always Something There to Remind Me
Always something there to remind me is een nummer geschreven in de jaren 1960 door het team Burt Bacharach en Hal David.
Het werd als eerste opgenomen als een demo door Dionne Warwick in 1963, maar bereikte als eerste de Amerikaanse Billboard Hot 100 in de versie van Lou Johnson in de zomer van 1964. In Engeland en Nederland werd het een hit in de versie van Sandie Shaw.

## Covers
- De Nederlandse zanger en acteur Edwin Rutten bracht dit nummer eind 1964 uit in een Nederlandstalige versie: Ik moet altijd weer opnieuw aan je denken.
- Michael McDonald maakte er in 1968 zijn debuut mee als lid van de Del-Rays.
- The Carpenters brachten het in 1971 uit.
- Verder werd het op plaatgezet door de Britse duo's Naked Eyes (1983) en Tin Tin Out (1995, met gastzangeres Espiritu).

## Sandie Shaw
Always something there to remind me is een single van de Engelse zangeres Sandie Shaw uit 1964.

### Tracklist

#### 7" Single
PYE 7N 15704 [uk] (1964)
1. Always something there to remind me - 2:45
2. Don't you know - 2:10

### Hitnotering
| Always something there to remind me | Always something there to remind me | Always something there to remind me | Always something there to remind me | Always something there to remind me | Always something there to remind me |
| Hitlijst                            | Datum van binnenkomst               | Week:                               | 1                                   | 2                                   |                                     |
| ----------------------------------- | ----------------------------------- | ----------------------------------- | ----------------------------------- | ----------------------------------- | ----------------------------------- |
| Tijd voor Teenagers Top 10          | 14-11-1964                          | Positie:                            | 10                                  | uit                                 |                                     |
| Nederlandse Top 40                  | 02-01-1965                          | Positie:                            | 18                                  | 23                                  | uit                                 |